# Bertha Lenia Hernández de Ruvalcaba
Bertha Lenia Hernández de Ruvalcaba (Guadalajara, Jalisco) es una política y maestra mexicana, miembro del Partido Revolucionario Institucional. Ha sido diputada federal, diputada local, regidora de Guadalajara; fue candidata al Senado de la República.

## Biografía
Estudios Profesionales: en Licenciatura en Pedagogía por la Escuela Normal Superior de Jalisco, Maestría en Educación Media por la Escuela Normal Superior de Oaxaca con la especialidad en Pedagogía, Maestría en Desarrollo Humano  por el Instituto Tecnológico y de Estudios Superiores de Occidente. Se desempeñó como Coordinadora General de Guarderías del IMSS en Jalisco 1973-1977, Directora de la Benemérita y Centenaria Escuela Normal de Jalisco y Normal de Educadoras 1977-1982, directora general del Instituto Jalisciense de Asistencia Social (IJAS) 1992-1994, directora general del DIF Guadalajara 2011.

## Trayectoria política
Pertenece al PRI desde 1965, miembro del Consejo Político del Comité Directivo Estatal del PRI Jalisco desde su institución en 1991 hasta la fecha. Delegada de la Secretaría de Promoción y Gestoría del CEN en San Luis Potosí, Baja California Sur, estado de México, Jalisco y Yucatán.

## Puestos de elección popular
Ha tenido los siguientes cargos de elección popular: diputada federal por el IX Distrito Electoral Federal de Jalisco en la LII Legislatura, fue vicepresidenta de la mesa directiva de la Cámara de Diputados y presidió la misma en varias ocasiones, 1982 - 1985; Diputada Local por el XIII Distrito Local de Jalisco 1989-1992; regidora del municipio de Guadalajara en la administración 1992.

## Actualidad
El 9 de mayo de 2013 fue nombrada Directora de Atención al Rezago Educativo, en la Secretaría de Educación Jalisco.

## Publicaciones
La Escuela Normal de Jalisco a 90 años; La Psicología Aplicada al Dibujo; Diversas Formas de Evaluación Estadística; Comunicación y Relaciones Humanas. 
- Datos: Q16489667